# Nkangala
Nkangala (officieel Nkangala District Municipality) is een district in Zuid-Afrika.
Nkangala ligt in de provincie Mpumalanga en telt 1.308.129 inwoners.

## Gemeenten in het district[4]
- Dr J S Moroka
- Emakhazeni
- Emalahleni
- Steve Tshwete
- Thembisile
- Delmas